# Гунькин, Леонид Дмитриевич
Леонид Дмитриевич Гунькин (1917—1956) — советский работник сельского хозяйства, заведующий конефермой колхоза им. Ворошилова, Герой Социалистического Труда.

## Биография
Родился 21 ноября 1917 года в станице Ермаковская Первого Донского округа Области войска Донского (ныне Тацинского района Ростовской области).
С 1929 года трудился на коневодческой ферме колхоза им. Ворошилова. В 1937—1938 годах, будучи табунщиком, от 22 кобыл получил и сохранил 22 жеребёнка. За это достижение был награждён орденом Трудового Красного Знамени и назначен заведующим фермой.
Стал первым Героем Социалистического Труда в Тацинском районе.
Умер 25 декабря 1956 года.

## Память
- В 1988 году в станице Ермаковской появилась улица имени знаменитого коневода.
- На Аллее славы в станице Тацинской установлен его бюст[2][3].

## Награды
- Герой Социалистического Труда (Указ Президиума Верховного Совета СССР от 13 августа 1949 года — за получение высокой продуктивности животноводства в 1948 году при выполнении колхозами обязательных поставок сельскохозяйственных продуктов).
- Награждён орденом Ленина, орденом Трудового Красного Знамени и медалями.